# Diritti LGBT in Ciad

Le persone LGBT in Ciad non godono di alcun diritto di protezione. Sia l'omosessualità maschile che femminile sono illegali nel paese. Prima che il nuovo codice penale entrasse in vigore nell'agosto 2017 l'omosessualità non era mai stata criminalizzata.

## Legge sull'omosessualità
L'omosessualità è illegale in Ciad dal 2017. In precedenza non c'erano restrizioni. Il 12 dicembre 2016, l'Assemblea nazionale ha emesso un codice penale aggiornato che criminalizza l'omosessualità maschile e femminile con un voto da 111 a 1 (con 4 astenuti), ma classificando i rapporti sessuali tra adulti consenzienti come reati minori. L'8 maggio 2017 il nuovo codice penale è stato emanato dal Presidente Idriss Déby.
Nel sostenere la legge, l'ex Primo Ministro Delwa Kassiré Coumakoye ha utilizzato motivazione religiosa: "L'omosessualità è condannata da tutte le religioni, non dobbiamo perdonare qualcosa che Dio stesso rifiuta perché gli occidentali hanno detto questo o quello." Il gruppo Robert F. Kennedy Human Rights ha invitato il Presidente del Ciad a non emanare la legge, che è collegata all'aumento dell'omofobia in Africa in risposta alla maggiore visibilità dell'omosessualità nel continente e l'impegno dei cristiani fondamentalisti. Ciò include il finanziamento di campagne anti-gay da parte di chiese evangeliche statunitensi.
La legge è entrata in vigore il 1º agosto 2017.
Il capitolo II "Altri reati contro la decenza" del titolo VII (relativo ai reati sessuali) del codice penale prevede quanto segue:
```
 Articolo 354. Chiunque abbia rapporti sessuali con persone dello stesso sesso è punito con la reclusione da tre mesi a due anni e con una multa da 50.000 a 500.000 franchi.
```

## Orientamento sessuale
L'articolo 350(i) del codice penale prevede la reclusione da dieci a venti anni quando lo stupro è commesso a causa dell'orientamento sessuale della vittima.

## Identità / espressione di genere
Le leggi relative alle persone transgender sono sconosciute.

## Riconoscimento delle relazioni omosessuali
Non esiste alcun riconoscimento legale per le coppie dello stesso sesso.

## Condizioni di vita
La relazione sui diritti umani del Dipartimento di Stato degli Stati Uniti del 2010 ha rilevato che "non c'erano organizzazioni lesbiche, gay, bisessuali e transgender (LGBT). Ci sono state poche segnalazioni di violenza o discriminazione contro le persone LGBT perché la maggior parte delle persone risultava estremamente discreta sull'orientamento sessuale a causa delle restrizioni sociali e culturali contro l'omosessualità."

## Tabella riassuntiva
| Attività e relazioni sessuali legali                                                                            | (dal 2017) |
| Parità di età del consenso                                                                                      | No         |
| Leggi anti-discriminazione nella fornitura di beni e servizi                                                    | No         |
| Leggi anti-discriminazione in tutti gli altri settori (inclusa discriminazione indiretta ed espressioni d'odio) | No         |
| Matrimonio omosessuale                                                                                          | No         |
| Riconoscimento delle coppie omosessuali                                                                         | No         |
| Adozione sia singola sia congiunta da parte di coppie omosessuali                                               | No         |
| Autorizzazione a prestare servizio nelle forze armate                                                           | No         |
| Diritto di cambiare legalmente sesso                                                                            |            |
| Surrogazione di maternità per le coppie omosessuali maschili                                                    | No         |
| Accesso alla fecondazione in vitro per le donne lesbiche                                                        | No         |
| Permesso di donare il sangue                                                                                    | No         |